# Rhizogonium mauritianum
Rhizogonium mauritianum là một loài rêu trong họ Rhizogoniaceae. Loài này được Hampe ex Besch. mô tả khoa học đầu tiên năm 1880.